# 큰귀생쥐족
큰귀생쥐족(Phyllotini)은 비단털쥐과 목화쥐아과에 속하는 설치류 족의 하나이다. 남아메리카 서부 지역의 안데스산맥에서 서식한다.

## 하위 속
| - 차코쥐속 (Andalgalomys) - 큰귀쥐속 (Auliscomys) - 저녁쥐속 (Calomys) - 저빌쥐속 (Eligmodontia) - 갈렙쥐속 (Galenomys) - 잎귀쥐속 (Graomys) | - 남부큰귀쥐속 (Loxodontomys) - 큰귀생쥐속 (Phyllotis) - 푸나쥐속 (Punomys) - 소금평원쥐속 (Salinomys) - 원시타페쿠아속 (Tapecomys) |